# MusicVoice
MusicVoice（ミュージックヴォイス）は、株式会社アイ・シー・アイ（千葉市美浜区）が運営するニュースサイトである。

## 概要
2014年4月1日から本格的に運用を開始した。音楽を中心にエンターテインメントなどの情報を配信する。インタビュー記事やライブレポートが主力。2018年現在は音楽を軸に2020年東京オリンピック関連の情報も配信している。アレクサ・インターネットの計測に基づく統計情報によると、2019年1月時点で、世界111,456位、日本国内6,427位のトラフィックを有する。